# Lucas Favalli
Lucas Favalli (né le 16 juillet 1985 à Córdoba, en Argentine) est un footballeur argentin jouant en Grèce.